# NGC 7218
NGC 7218 é uma galáxia espiral barrada (SBc) localizada na direcção da constelação de Aquarius. Possui uma declinação de -16° 39' 38" e uma ascensão recta de 22 horas, 10 minutos e 11,5 segundos.
A galáxia NGC 7218 foi descoberta em 6 de Setembro de 1793 por William Herschel.